# 戴维·卡普
戴维·卡普（英語：David Karp，1986年7月6日—），是一位美国企业家和网页开发者。

## 生平

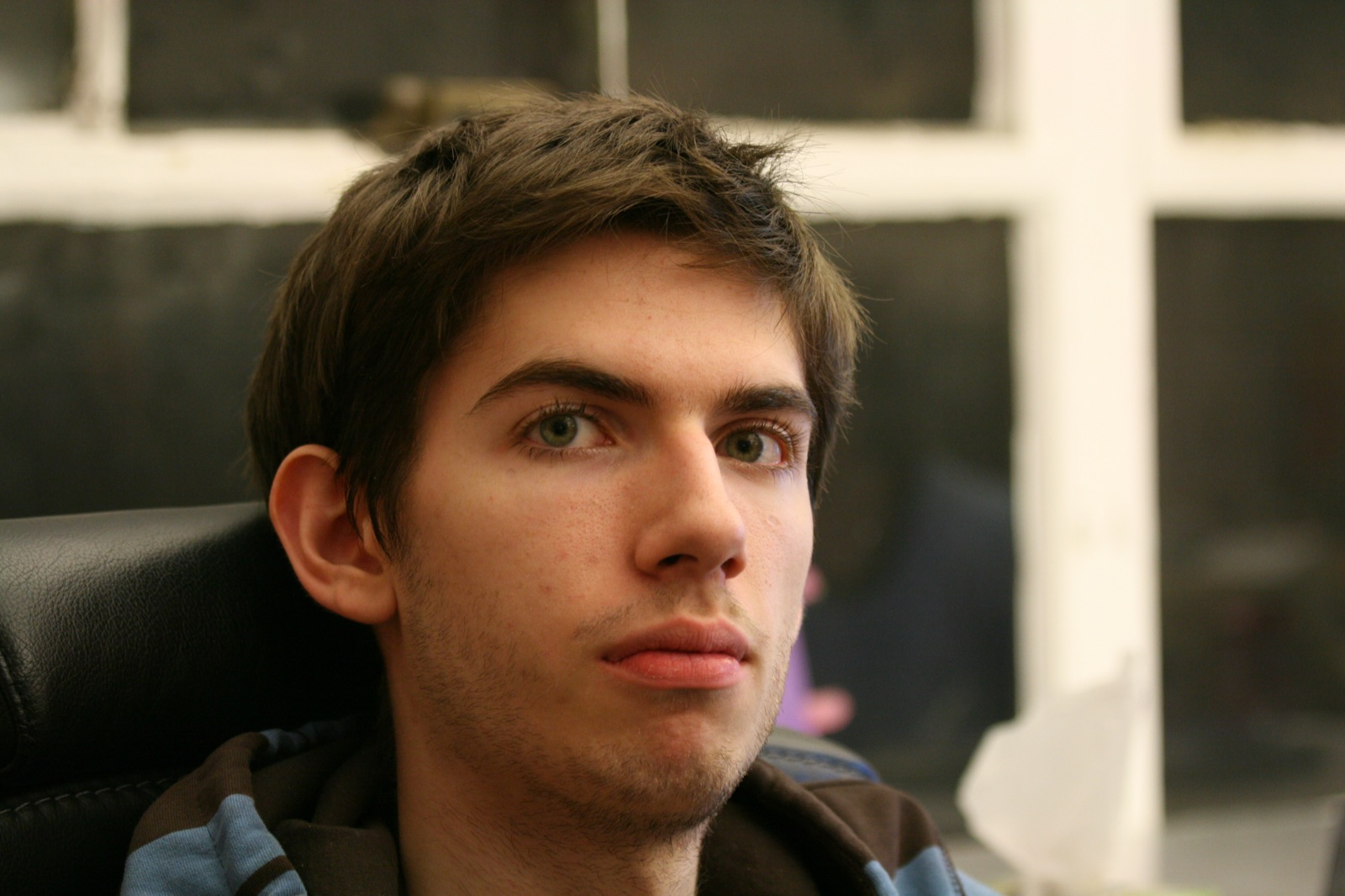
2007年的戴维·卡普

1986年出生于美国纽约布鲁克林区，成长于曼哈顿上西城，11岁时学习HTML和设计网站，15岁辍学在家自学，17岁时父母离异。2007年2月和马可·阿蒙德聯合創辦微網誌部落格社群平台Tumblr。截止2017年11月Tumblr已经拥有3.75亿部落格。
2013年5月20日雅虎宣布以11亿美元价格收购Tumblr。2017年雅虎被威讯媒体收购，2019年8月12日Automattic正式宣布以300万美元从威讯媒体收购Tumblr。